# Mario Lučić
Mario Lučić (Vinkovci, 24 aprile 1981) è un calciatore croato, difensore dell'HAŠK Sokol Stari Jankovci.